# 13.ª etapa do Tour de France de 2022
A 13.ª etapa do Tour de France de 2022 teve lugar a 15 de julho de 2022 entre Le Bourg-d'Oisans e Saint-Étienne sobre um percurso de 192,6 km. O vencedor foi o dinamarquês Mads Pedersen do Trek-Segafredo e seu compatriota Jonas Vingegaard conseguiu manter a liderança.

## Classificação da etapa
| Le Bourg-d'Oisans - Saint-Étienne | etapa plana | (192,6 km) |

| \| Classificação por etapas \| Classificação por etapas \| Classificação por etapas \| Classificação por etapas \| Classificação por etapas \| \| Ciclista \| Ciclista \| Equipe \| Tempo \| \| \| ------------------------ \| ------------------------ \| ---------------------------------- \| ------------------------ \| ------------------------ \| \| 1. \| Mads Pedersen \| Trek-Segafredo \| 4h13m03s \| \| \| 2. \| Fred Wright \| Bahrain Victorious \| + 0s \| \| \| 3. \| Hugo Houle \| Israel-Premier Tech \| + 0s \| \| \| 4. \| Stefan Küng \| Groupama-FDJ \| + 30s \| \| \| 5. \| Matteo Jorgenson \| Movistar Team \| + 30s \| \| \| 6. \| Filippo Ganna \| Ineos Grenadiers \| + 32s \| \| \| 7. \| Wout van Aert \| Jumbo-Visma \| + 5m45s \| \| \| 8. \| Florian Sénéchal \| Quick-Step Alpha Vinyl \| + 5m45s \| \| \| 9. \| Luca Mozzato \| B&B Hotels-KTM \| + 5m45s \| \| \| 10. \| Andrea Pasqualon \| Intermarché-Wanty-Gobert Matériaux \| + 5m45s \| \| |                  |                                    |          |
| |                  |                                    |          |
| Fonte: ProCyclingStats |                  |                                    |          |
| Classificação por etapas |                  |                                    |          |
| Ciclista | Ciclista         | Equipe                             | Tempo    |
| 1. | Mads Pedersen    | Trek-Segafredo                     | 4h13m03s |
| 2. | Fred Wright      | Bahrain Victorious                 | + 0s     |
| 3. | Hugo Houle       | Israel-Premier Tech                | + 0s     |
| 4. | Stefan Küng      | Groupama-FDJ                       | + 30s    |
| 5. | Matteo Jorgenson | Movistar Team                      | + 30s    |
| 6. | Filippo Ganna    | Ineos Grenadiers                   | + 32s    |
| 7. | Wout van Aert    | Jumbo-Visma                        | + 5m45s  |
| 8. | Florian Sénéchal | Quick-Step Alpha Vinyl             | + 5m45s  |
| 9. | Luca Mozzato     | B&B Hotels-KTM                     | + 5m45s  |
| 10. | Andrea Pasqualon | Intermarché-Wanty-Gobert Matériaux | + 5m45s  |

## Classificações ao final da etapa

### Classificação geral(Maillot Jaune)
| \| Classificação geral \| Classificação geral \| Classificação geral \| Classificação geral \| Classificação geral \| \| Ciclista \| Ciclista \| Equipe \| Tempo \| \| \| ------------------- \| ------------------- \| ------------------- \| ------------------- \| ------------------- \| \| 1. \| Jonas Vingegaard \| Jumbo-Visma \| 50h47m34s \| \| \| 2. \| Tadej Pogačar \| UAE Team Emirates \| + 2m22s \| \| \| 3. \| Geraint Thomas \| Ineos Grenadiers \| + 2m26s \| \| \| 4. \| Romain Bardet \| Team DSM \| + 2m35s \| \| \| 5. \| Adam Yates \| Ineos Grenadiers \| + 3m44s \| \| \| 6. \| Nairo Quintana \| Arkéa-Samsic \| + 3m58s \| \| \| 7. \| David Gaudu \| Groupama-FDJ \| + 4m07s \| \| \| 8. \| Thomas Pidcock \| Ineos Grenadiers \| + 7m39s \| \| \| 9. \| Enric Mas \| Movistar Team \| + 9m32s \| \| \| 10. \| Aleksandr Vlasov \| Bora-Hansgrohe \| + 10m06s \| \| |                  |                   |           |
| |                  |                   |           |
| Fonte: ProCyclingStats |                  |                   |           |
| Classificação geral |                  |                   |           |
| Ciclista | Ciclista         | Equipe            | Tempo     |
| 1. | Jonas Vingegaard | Jumbo-Visma       | 50h47m34s |
| 2. | Tadej Pogačar    | UAE Team Emirates | + 2m22s   |
| 3. | Geraint Thomas   | Ineos Grenadiers  | + 2m26s   |
| 4. | Romain Bardet    | Team DSM          | + 2m35s   |
| 5. | Adam Yates       | Ineos Grenadiers  | + 3m44s   |
| 6. | Nairo Quintana   | Arkéa-Samsic      | + 3m58s   |
| 7. | David Gaudu      | Groupama-FDJ      | + 4m07s   |
| 8. | Thomas Pidcock   | Ineos Grenadiers  | + 7m39s   |
| 9. | Enric Mas        | Movistar Team     | + 9m32s   |
| 10. | Aleksandr Vlasov | Bora-Hansgrohe    | + 10m06s  |

### Classificação por pontos(Maillot Vert)
| Classificação por pontos | Classificação por pontos | Classificação por pontos | Classificação por pontos | Classificação por pontos |
| Ciclista                 | Ciclista                 | Equipe                   | Pontos                   |                          |
| ------------------------ | ------------------------ | ------------------------ | ------------------------ | ------------------------ |
| 1.                       | Wout van Aert            | Jumbo-Visma              | 333 pts                  |                          |
| 2.                       | Tadej Pogačar            | UAE Team Emirates        | 164 pts                  |                          |
| 3.                       | Fabio Jakobsen           | Quick-Step Alpha Vinyl   | 155 pts                  |                          |
| 4.                       | Mads Pedersen            | Trek-Segafredo           | 132 pts                  |                          |
| 5.                       | Magnus Cort              | EF Education-EasyPost    | 129 pts                  |                          |
| 6.                       | Christophe Laporte       | Jumbo-Visma              | 121 pts                  |                          |
| 7.                       | Jasper Philipsen         | Alpecin-Deceuninck       | 116 pts                  |                          |
| 8.                       | Jonas Vingegaard         | Jumbo-Visma              | 96 pts                   |                          |
| 9.                       | Peter Sagan              | TotalEnergies            | 86 pts                   |                          |
| 10.                      | Fred Wright              | Bahrain Victorious       | 76 pts                   |                          |

### Classificação da montanha(Maillot à Pois Rouges)
| Classificação da montanha | Classificação da montanha | Classificação da montanha          | Classificação da montanha | Classificação da montanha |
| Ciclista                  | Ciclista                  | Equipe                             | Pontos                    |                           |
| ------------------------- | ------------------------- | ---------------------------------- | ------------------------- | ------------------------- |
| 1.                        | Simon Geschke             | Cofidis                            | 43 pts                    |                           |
| 2.                        | Louis Meintjes            | Intermarché-Wanty-Gobert Matériaux | 39 pts                    |                           |
| 3.                        | Jonas Vingegaard          | Jumbo-Visma                        | 36 pts                    |                           |
| 4.                        | Giulio Ciccone            | Trek-Segafredo                     | 35 pts                    |                           |
| 5.                        | Pierre Latour             | TotalEnergies                      | 35 pts                    |                           |
| 6.                        | Neilson Powless           | EF Education-EasyPost              | 35 pts                    |                           |
| 7.                        | Thomas Pidcock            | Ineos Grenadiers                   | 28 pts                    |                           |
| 8.                        | Anthony Perez             | Cofidis                            | 26 pts                    |                           |
| 9.                        | Tadej Pogačar             | UAE Team Emirates                  | 26 pts                    |                           |
| 10.                       | Chris Froome              | Israel-Premier Tech                | 22 pts                    |                           |

### Classificação do melhor jovem(Maillot Blanc)
| Classificação dos jovens | Classificação dos jovens | Classificação dos jovens           | Classificação dos jovens | Classificação dos jovens |
| Ciclista                 | Ciclista                 | Equipe                             | Tempo                    |                          |
| ------------------------ | ------------------------ | ---------------------------------- | ------------------------ | ------------------------ |
| 1.                       | Tadej Pogačar            | UAE Team Emirates                  | 50h49m56s                |                          |
| 2.                       | Thomas Pidcock           | Ineos Grenadiers                   | + 5m17s                  |                          |
| 3.                       | Brandon McNulty          | UAE Team Emirates                  | + 54m11s                 |                          |
| 4.                       | Matteo Jorgenson         | Movistar Team                      | + 54m49s                 |                          |
| 5.                       | Andreas Leknessund       | Team DSM                           | + 1h04m33s               |                          |
| 6.                       | Kevin Geniets            | Groupama-FDJ                       | + 1h14m32s               |                          |
| 7.                       | Michael Storer           | Groupama-FDJ                       | + 1h17m41s               |                          |
| 8.                       | Georg Zimmermann         | Intermarché-Wanty-Gobert Matériaux | + 1h20m28s               |                          |
| 9.                       | Fred Wright              | Bahrain Victorious                 | + 1h33m43s               |                          |
| 10.                      | Matis Louvel             | Arkéa-Samsic                       | + 1h53m30s               |                          |

### Classificação por equipas(Classement par Équipe)
| Classificação por equipes | Classificação por equipes | Classificação por equipes | Classificação por equipes |
| Equipe                    | Equipe                    | Tempo                     |                           |
| ------------------------- | ------------------------- | ------------------------- | ------------------------- |
| 1.                        | Ineos Grenadiers          | 152h21m50s                |                           |
| 2.                        | Jumbo-Visma               | + 20m59s                  |                           |
| 3.                        | Groupama-FDJ              | + 44m33s                  |                           |
| 4.                        | UAE Team Emirates         | + 1h05m17s                |                           |
| 5.                        | Bora-Hansgrohe            | + 1h35m42s                |                           |
| 6.                        | Movistar Team             | + 1h42m17s                |                           |
| 7.                        | Arkéa-Samsic              | + 1h43m01s                |                           |
| 8.                        | Bahrain Victorious        | + 1h48m07s                |                           |
| 9.                        | Team DSM                  | + 2h02m40s                |                           |
| 10.                       | Astana Qazaqstan Team     | + 2h21m39s                |                           |

## Abandonos
Warren Barguil não tomou a saída depois de ter dado positivo em COVID-19. Por sua vez, Victor Lafay não completou a etapa depois de levar vários dias com problemas respiratórios.